# KLK13
KLK13 (англ. Kallikrein related peptidase 13) – білок, який кодується однойменним геном, розташованим у людей на короткому плечі 19-ї хромосоми. Довжина поліпептидного ланцюга білка становить 277 амінокислот, а молекулярна маса — 30 570.
| 10         |  | 20         |  | 30         |  | 40         |  | 50         |
| ---------- |  | ---------- |  | ---------- |  | ---------- |  | ---------- |
| MWPLALVIAS |  | LTLALSGGVS |  | QESSKVLNTN |  | GTSGFLPGGY |  | TCFPHSQPWQ |
| AALLVQGRLL |  | CGGVLVHPKW |  | VLTAAHCLKE |  | GLKVYLGKHA |  | LGRVEAGEQV |
| REVVHSIPHP |  | EYRRSPTHLN |  | HDHDIMLLEL |  | QSPVQLTGYI |  | QTLPLSHNNR |
| LTPGTTCRVS |  | GWGTTTSPQV |  | NYPKTLQCAN |  | IQLRSDEECR |  | QVYPGKITDN |
| MLCAGTKEGG |  | KDSCEGDSGG |  | PLVCNRTLYG |  | IVSWGDFPCG |  | QPDRPGVYTR |
| VSRYVLWIRE |  | TIRKYETQQQ |  | KWLKGPQ    |  |            |  |            |

A: Аланін

C: Цистеїн

D: Аспарагінова кислота

E: Глутамінова кислота

F: Фенілаланін

G: Гліцин

H: Гістидин

I: Ізолейцин

K: Лізин

L: Лейцин

M: Метіонін

N: Аспарагін

P: Пролін

Q: Глутамін

R: Аргінін

S: Серин

T: Треонін

V: Валін

W: Триптофан

Кодований геном білок за функціями належить до гідролаз, протеаз, серинових протеаз. 
Задіяний у такому біологічному процесі, як альтернативний сплайсинг. 
Секретований назовні.